# Listă a regiunilor europene cu nume alternative
Această listă conține unele regiuni, provincii sau teritorii europene care au denumiri diferite în funcție de limbă/dialect.
Ordinea în care sunt dispuse este în funcție de denumirea lor actuală în limba română.
Notă: Sunt avute în vedere doar limbile/dialectele de pe continentul european.

## A
| Numele în limba română                | Numele în alte limbi/dialecte europene sau foste denumiri | Statul din care face parte în prezent |
| ------------------------------------- | --- | ------------------------------------- |
| Abruzzi sau Abruzzo                   | Abbruzzu (siciliană), Abruç (occitană), Abrucai (lituaniană), Abruco (letonă), Abruços (catalană), Abruss (piemonteză), Abrútsi (islandeză), Abruz (bretonă), Abruzes (franco-provensală), Abruzja (polonă), Abruzo (esperanto), Abruzos (aragoneză, portugheză, spaniolă), Abruzso (venetă), Abruzzen (germană, olandeză), Abruzzes (franceză), Abruzzu (corsicană), Aprutium (latină) | Italia                                |
| Åland                                 | Ahvenamaa (estonă), Ahvenanmaa (finlandeză), Aland (bască), Åland (suedeză) Åland sau Ålandsøerne (daneză), Àland (catalană), Áland (faeroeză), Alandai (lituaniană), Alandia (latină, spaniolă), Alândia (portugheză), Ålandinseln (germană), Alando (esperanto), Ålandseilanden (olandeză), Álandseyjar sau Áland (islandeză), Ālandu salas (letonă), Ålandy (cehă, slovacă), Wyspy Alandzkie (polonă) | Finlanda                              |
| Algarve                               | Algarbia (latină), Algarvė (lituaniană) | Portugalia                            |
| Alsacia                               | Alisatia (latină), Alsace (daneză, engleză, estonă, franceză), Alsace sau Alsass (suedeză), Alsàcia (catalană), Alsácia (portugheză), Alsasko (cehă), Alsatía - Αλσατία (greacă), Alsazia (italiană), Alzacija (slovenă), Alzacja (polonă), Alzas (sârbă), Elsass (finlandeză, germană, alsaciană), Elzas (bretonă, croată, olandeză), Elzasa (letonă), Elzasas (lituaniană), Elzász (maghiară) | Franța                                |
| Andaluzia                             | Andalousie (franceză), Andalucía (spaniolă), Andalusia (catalană, finlandeză, italiană), Andalusija (malteză), Andaloezië sau Andalusië (olandeză), Andalusia (engleză), Andalusien (daneză, germană, suedeză), Andaluusia (estonă), Andalúzia (maghiară), Andaluzie (cehă), Andalūzija (letonă, lituaniană), Andaluzija (sârbă, slovenă), Andaluzja (polonă), Endülüs (turcă), Vandalitia (latină) | Spania                                |
| Ångermanland                          | Angermània (catalană), Angermânia (portugheză), Ångermanland (estonă, suedeză), Angermannia (latină) | Suedia                                |
| Anglia                                | Angel'shchyna - Ангельшчына (variantă în bielorusă), Anghiltèra (piemonteză), Anglaterra (aragoneză, catalană), Anglatèrra (occitană), Angleterre (franceză), Anglía - Αγγλία (greacă), Anglicko (slovacă), Anglie (cehă, friulană), Angliétèrre (normandă), Anglija (letonă, lituaniană, slovenă), Anglija - Англија (macedoneană), Anglio (esperanto), Anglis - Англис (osetină), Angliya - Англия (bulgară, rusă), Angliya - Англія (bielorusă, ucraineană), Bro-Saoz (bretonă), Engalterra (romanșă), Engelaand (variantă în olandeză), Engeland (olandeză), Englaland (anglo-saxonă), England (alemanică, austro-bavareză, daneză, engleză, germană, germană de jos, islandeză, luxemburgheză, norvegiană, suedeză), Englanti (finlandeză), Engleska (bosniacă, croată, sârbo-croată), Engleska - Енглеска (sârbă), Iengeland (flamandă occidentală), Ingalaterra (bască, dialectul din Estremadura), Ingelân (frizonă), Ingeland (limburgheză), Inghiltera (venetă), Inghiltèra (lombardă), Inghilterra (italiană, sardă), Inghiltæra (ligurică), Ingilterra (malteză), İngiltere (turcă), İngiltərə (azeră), Ingland (scoțiană, germană de jos), Inglaterra (asturiană, galiciană, portugheză, spaniolă), Inglismaa (estonă), Lloegr (galeză), Nglaterra (siciliană), Ngreterra (napoletană), Ongland (faeroeză), Pow Sows (cornuelă), Sasainn (gaelică scoțiană), Sasana (irlandeză), Sostyn (dialectul din insula Manx), Yngland (sileziană) | Marea Britanie                        |
| Anhalt                                | Anhaltas (lituaniană), Anhaltsko (cehă) | Germania                              |
| Anjou                                 | Andegawenia (polonă), Angiò (italiană), Anġò (malteză), Anžuj (sârbă) | Franța                                |
| Appenzell                             | Àpenzel (catalană), Appenzello (italiană) | Elveția                               |
| Apulia                                | Apulía - Απουλία (greacă), Apúlia (portugheză), Apulie (cehă), Apulië (olandeză), Apulien (daneză, germană, suedeză), Apūlija (letonă), Apulija (lituaniană, slovenă), Apuulia (estonă), Pouilles (franceză), Puglia (italiană), Pulja (malteză), Pulla (catalană) | Italia                                |
| Aquitania                             | Akitania (bască), Akvitaania (estonă), Akvitania (finlandeză), Akvitánia (maghiară), Akvitánie (cehă), Akvitanien sau Aquitaine (daneză, suedeză), Akvitanija (croată, lituaniană, slovenă), Akvitānija (letonă), Akwitania (polonă), Aquitaine (engleză, franceză), Aquitània (catalană), Aquitânia (portugheză), Aquitanië (olandeză), Aquitanien (germană), Ghienna (variantă în italiană), Guienne sau Guyenne (variantă în engleză și franceză), Gujenna (variantă în pșolonă), Guyena (variantă în spaniolă) | Franța                                |
| Aragon                                | Aragão (portugheză), Aragó (catalană), Aragón (aragoneză, estonă, spaniolă), Aragona (italiană, letonă, malteză), Aragonas (lituaniană), Aragonia (finlandeză, polonă), Aragonía - Αραγωνία (greacă), Aragónia (maghiară), Aragonien (daneză, germană, suedeză), Aragonija (slovenă), Araùna (siciliană), Ragona (italiană veche) | Spania                                |
| Ardeal                                | Vezi Transilvania |                                       |
| Ardeni                                | Ardenas (portugheză, spaniolă), Årdene (valonă), Les Ardenes (catalană), Ardenne (italană), Ardennes (engleză), Ardennek (maghiară), Ardennen (olandeză, germană), Ardennerna (suedeză), Ardennerne (daneză), Ardennes (franceză), Ardennid (estonă), Ardény (cehă), Ardeny (polonă) | Belgia, Luxemburg, Franța             |
| Argovia                               | Aargau (engleză, germană), Argobia (aragoneză), Argòvia (catalană, occitană), Argóvia (portugheză), Argovie (franceză), Argovio (esperanto), Argowia (polonă) | Elveția                               |
| Artois                                | Artesië (olandeză) | Franța                                |
| Asturias                              | Asturia (finlandeză, polonă), Astúrias (portugheză), Asturië (olandeză), Asturie (italiană, cehă), Asturien (daneză, germană, suedeză), Asturies (asturiană, franceză), Astúries (catalană), Astūrija (letonă, lituaniană), Asturija (slovenă), Astuuria (estonă), Astyria - Αστυρία (greacă), Asztúria (maghiară) | Spania                                |
| Attica                                | Àtica (catalană), Ática (portugheză, spaniolă), Atika (estonă, letonă, slovenă), Attika (cehă, daneză, finlandeză, germană, maghiară, malteză, suedeză, turcă), Attikí - Αττική (greacă), Attique (franceză), Attyka (polonă) | Grecia                                |
| Austria Inferioară sau Austria de Jos | Ala-Itävalta (finlandeză), Alam-Austria (estonă), Alsó-Ausztria (maghiară), Așağı Avusturya (turcă), Awstrija ta' Isfel (malteză), Baixa Áustria (portugheză), Baixa Àustria (catalană), Baja Austria (spaniolă), Bassa Austria (italiană), Basse-Autriche (franceză), Dolna Austria (polonă), Dolní Rakousy (cehă), Donja Austrija (croată), Lower Austria (engleză), Neder-Oostenrijk (olandeză), Niederösterreich (daneză, germană, suedeză), Spodnja Avstrija (slovenă), Žemutinė Austrija (lituaniană) | Austria                               |
| Austria de Sus                        | Vezi Austria Superioară |                                       |
| Austria Superioară sau Austria de Sus | Alta Austria (italiană, leoneză, spaniolă), Alta Áustria (portugheză), Aukštutinė Austrija (lituaniană), Awstrija ta' Fuq (malteză), Felső-Ausztria (maghiară), Gornja Austrija (croată, sârbă), Górna Austria (polonă), Haute-Autriche (franceză), Horní Rakousy (cehă), Oberösterreich (daneză, germană, suedeză), Opper-Oosterrijk (olandeză), Ülem-Austria (estonă), Upper Austria (engleză), Ylä-Itävalta (finlandeză), Yukarı Avusturya (turcă), Zgornja Avstrija (slovenă) | Austria                               |
| Auvergne                              | Alvérni - Αλβέρνη (greacă), Alvèrnia (catalană), Alvernia (italiană), Alvernja (malteză), Arvernia (latină), Auvèrnha (occitană), Auvernya (variantă în catalană), Auvernia (spaniolă), Auvérnia (portugheză), Owernia (polonă) | Franța                                |

## B
| Numele în limba română | Numele în alte limbi/dialecte europene sau foste denumiri | Statul din care face parte în prezent |
| ---------------------- | --- | ------------------------------------- |
| Bačka                  | Backa (italiană, olandeză), Bačka - Бачка (sârbă), Bácska (maghiară), Batschka (germană) | Serbia, Ungaria                       |
| Baden                  | Bade (franceză), Baden - Баден (rusă, sârbă), Badenas (lituaniană), Bādene (letonă), Badenia (polonă), Bádensko (cehă), Vádhi - Βάδη (greacă) | Germania                              |
| Banat                  | Banaat (estonă, olandeză), Banat sau Banatet (daneză, suedeză), Banat sau Baanaatti (finlandeză), Banato (italiană), Bánság (maghiară), Vanáton - Βανάτον (greacă) | România, Serbia                       |
| Basilicata             | Basilicata sau Basilikata (germană), Basilicate (franceză), Bazilikata (letonă), Bażilikata (malteză), Lucania (italiană veche, latină), Lucània (catalană veche), Lucanie (franceză veche), Lukania (polonă veche), Lukanien (germană veche), Vasilikáta-Lefkanía - Βασιλικατα-Λευκανία (greacă) | Italia                                |
| Bavaria                | Bæjaraland (islandeză), Baieri (estonă), Baiern (germană veche), Baijeri (finlandeză), Baijern (germană veche), Baioaria (latină medievală), Bajorország (maghiară), Bavarja (malteză), Bavarska (bosniacă, croată, sârbă, slovenă), Baviera (catalană, italiană, portugheză, spaniolă), Bavière (franceză), Bavorsko (cehă, slovacă), Bavyera (turcă), Bawaria (polonă), Bayern (daneză, germană, norvegiană, suedeză), Beieren (frizonă, olandeză), Bavarija - Бавария (bulgară, rusă), Bavārija (letonă), Bavarija (lituaniană), Bavariya - Баварія (ucraineană), Bavire (valonă), Vavaría - Βαβαρία (greacă) | Germania                              |
| Basarabia              | Besarabia (polonă, spaniolă), Besarābija (letonă), Bessaràbia (catalană), Bessarábia (portugheză), Besarabya (turcă), Bessaraabia (estonă), Bessarabeye (valonă), Bessarabia (engleză, italiană, finlandeză), Bessarabija - Бессарабия (rusă), Bessarabië (olandeză), Bessarabien (daneză, germană, suedeză), Bessarabie (franceză), Bessarabja (malteză), Besarábie (cehă), Besarabija (lituaniană, sârbă), Bessarabija - Бесарабия (bulgară), Bessarabija - Бессарабія (ucraineană), Besszarábia (maghiară), An Bheasaráib (irlandeză), Vessaravía - Βεσσαραβία (greacă)                                       | Moldova, Ucraina                      |
| Beoția                 | Beocia (spaniolă), Beòcia (catalană), Beócia (variantă în maghiară, portugheză), Beocja (polonă), Beotië (variantă în olandeză), Béotie (franceză), Beotien (variantă în suedeză), Beozia (italiană), Beozja (malteză), Boeotia (engleză, latină), Boeotië (olandeză), Boijotija (letonă, lituaniană), Boiootia (estonă), Boiotia (finlandeză), Boiótia (maghiară), Boiotien (suedeză), Bøotien (daneză), Böotien (germană), Viotía - Βοιωτία (greacă) | Grecia                                |
| Bihor                  | Bihar (maghiară) | România                               |
| Boemia                 | Bæheimur (islandeză), An Bhóithéim (irlandeză), Boémia (portugheză), Boemja (malteză), Bohême (franceză), Bohemen (olandeză), Bohemia sau Boiohaemum (latină), Bohemia (engleză, spaniolă), Bohèmia (catalană), Bohémia (maghiară veche), Bohēmija (letonă), Bohemija (lituaniană), Bohemya (turcă), Bøhmen (daneză, norvegiană), Böhmen (germană, suedeză), Böömi (finlandeză), Čechy (cehă, estonă, slovacă), Bogemija - Богемия (rusă), Češka (croată, slovenă), Csehország (maghiară), Czechy (polonă), Voimía - Βοημία (greacă)                                                                             | Cehia                                 |
| Brabant                | Brabân (frizonă), Brabancja (polonă), Brabante (italiană, letonă, portugheză, spaniolă), Brabantsko (cehă), Braibant (valonă), Vravándhi - Βραβάνδη (greacă) | Belgia, Olanda                        |
| Brandenburg            | Brandebourg (franceză), Brandeburg (catalană), Brandeburgo (italiană, spaniolă), Brandemburgo (portugheză, variantă în spaniolă), Brandenborg (variantă în daneză), Brandenburch (frizonă), Brandenburga (letonă), Brandenburgas (lituaniană), Brandenburgia (polonă), Braniborsko (cehă), Brannenborg (saxonă), Vradhemvourghon - Βραδεμβουργον (greacă) | Germania                              |
| Bretania               | Aremorica sau Armorica (latină clasică), Armòrica (variantă în catalană), Armorikí-Vretáni - Αρμορική-Βρετάνη (greacă), Bertaèyn (galică), An Bhriotáin (irlandeză), Breizh (bretonă), Bretagna (italiană), Bretagne (daneză, estonă, finlandeză, germană, maghiară, olandeză, suedeză), Bretaň (cehă), Bretaņa (letonă), Bretaña (spaniolă), Bretanha (portugheză), Bretanija (slovenă), Bretanja (croată, sârbă), Bretanya (catalană, turcă), Bretonija (croată), Britannia minor (latină medievală), Brittanja (malteză), Brittany (engleză), Burtaegne (valonă), Llydaw (galeză)                             | Franța                                |
| Bucovina               | Boekowina (olandeză), Buchenland (germană veche), Bucovine (franceză), Bukovina (cehă, engleză, finlandeză, maghiară, letonă, slovacă, slovenă, suedeză), Bukovina - Буковина (rusă), Bukoviina (estonă), Bukovyna - Буковина (ucraineană), Bukowina (germană, polonă), Țara de Sus (română veche) | România, Ucraina                      |
| Burgenland             | Burgenlandas (lituaniană), Burgenlande (letonă), Burgenlândia (variantă în portugheză), Burgenlandsko (cehă), Burguenland (catalană), Gradiščanska (slovenă), Gradišće (croată), Őrvidék, Felsőőrvidék sau Várvidék (variante în maghiară) | Austria                               |
| Burgundia              | An Bhurgúin (irlandeză), Borgogna (italiană), Borgoña (spaniolă), Borgonha (portugheză), Borgònha (occitană), Borgonja (malteză), Borgonya (catalană), Bourgondië (olandeză), Bourgogne (franceză), Burgonya (turcă), Burgund (daneză, germană, suedeză), Burgundija (croată, letonă, lituaniană, sârbă, slovenă), Burgundiya - Бургундия (rusă), Burgundsko (cehă), Burgundia (latină) Burgundi (finlandeză), Burgundy (engleză), Bwrgwyn (galeză), Vourghoundhía - Βουργουνδία (greacă) | Franța                                |

## C
| Numele în limba română | Numele în alte limbi/dialecte europene sau foste denumiri | Statul din care face parte în prezent |
| ---------------------- | --- | ------------------------------------- |
| Calabria               | Bruttium (latină), Calabre (franceză), Calábria (portugheză), Calàbria (catalană), Calabrië (olandeză), Calabrien (daneză), Kalaabria (variantă în estonă), Kalabria (faeroeză, polonă), Kalábria (maghiară), Kalábrie (cehă), Kalabrien (germană, suedeză), Kalabrija (croată, letonă, lituaniană, malteză, sârbă, slovenă), Kalavría - Καλαβρία (greacă) | Italia                                |
| Campania               | Campânia (portugheză), Campània (catalană), Campanië (olandeză), Campanie (franceză), Campanien (daneză), Kampanía - Καμπανία (greacă), Kampania (polonă), Kampanien (germană, suedeză), Kampanija (lituaniană), Kampanja (malteză) | Italia                                |
| Cantabria              | Cantàbria (catalană, gaelică scoțiană), Cantábria (portugheză), Cantabrië (olandeză), Cantabrie (franceză), Cantabrien (daneză), Kantaabria (estonă), Kantabria (bască, faeroeză, finlandeză, polonă, turcă), Kantábria (maghiară), Kantábrie (cehă), Kantabrien (germană, suedeză), Kantabrija (croată, letonă, lituaniană, malteză, sârbă, slovenă), Kantavría - Κανταβρία (greacă) | Spania                                |
| Carelia                | Carèlia (catalană), Carélia (portugheză), Carélie (franceză), An Chairéil (irlandeză), Karelen (daneză, suedeză), Karélia (maghiară), Karelia (engleză, latină, polonă), Kareliâ - Карелия (rusă), Karelië (olandeză), Karélie (cehă), Karelien (germană), Karelija (croată), Karelja (malteză), Karelya (turcă), Karjala (estonă, finlandeză, careliană) | Finlanda, Rusia                       |
| Carintia               | Carantania sau Carinthia (latină), Carinthia (engleză), Carinthie (franceză), Caríntia (catalană, portugheză), Carinzia (italiană), Karinthía - Καρινθία (greacă), Karinthië (olandeză), Karintia (maghiară), Karintija (letonă, liotuaniană), Karinzja (malteză), Kärnten (daneză, estonă, finlandeză, germană, suedeză), Karyntia (polonă), Koroška (slovenă), Korotan (variantă veche în slovenă), Koruška (croată, sârbă), Korutany (cehă) | Austria                               |
| Carniola               | Carniole (franceză), Krain (daneză, finlandeză, germană, olandeză, suedeză), Kraina (polonă), Krajna (maghiară), Kranjska (croată, estonă, slovenă), Kraňsko (cehă) | Slovenia                              |
| Castilia               | Castela (portugheză), Castella (catalană), Castiglia (italiană), Castile (engleză), Castilien (daneză), Castilla (spaniolă), Castille (franceză), An Chaistíl (irlandeză), Kastiilia (estonă), Kastilia (finlandeză), Kastilie / Kastilsko (cehă), Kastilië (olandeză), Kastilien (germanp, suedeză), Kastīlija (letonă), Kastilija (lituaniană, slovenă), Kastilja (croată, malteză, sârbă), Kastilli - Καστιλλη (greacă), Kastilya (turcă), Kastylia (polonă), Kasztília (maghiară) | Spania                                |
| Cașubia                | Cachoubie (franceză), Caixúbia (catalană), Cashubia (variantă în engleză), Cassubia (latină, italiană), Kaschubei sau Kaschubien (germană), Kasjoebië (olandeză), Kasjubia (norvegia), Kasjubien (suedeză), Kashubia (engleză), Kasubia (finlandeză, maghiară), Kašubija - Кашубия (rusă), Kašubija (slovenă), Kašubsko (cehă), Kašuubia (variantă în estonă), Kaszuby (estonă, polonă) | Polonia                               |
| Catalonia              | Catalogna (italiană), Catalogne (franceză, valonă), Catalonha (occitană), Catalonië (olandeză), Catalonien (daneză), Cataluña (spaniolă), Catalunha (portugheză), Catalunya (catalană), An Chatalóin (irlandeză), Katalánsko (cehă), Katalonía - Καταλωνία (greacă), Katalónia (maghiară), Katalonia (bretonă, finlandeză, polonă), Katalonien (germană, suedeză), Katalonija (croată, letonă, lituaniană, sârbă, slovenă), Katalonja (malteză), Katalonya (turcă), Kataloonia (estonă) | Spania                                |
| Cehia                  | Cechia (italiană), Cechia sau Czechia (variante în latină), Cecland (anglo-saxonă), Čehija (letonă), Čehija - Чэхія (bielorusă), Čehija - Чexия (bulgară, rusă), Čehija - Чexiя (ucraineană), Čehija - Чexиja (macedoneană), Ĉeĥio (esperanto), Çekia (albaneză), Čekija (lituaniană), Çekiye (turcă), Češka (croată, sârbă, slovenă), Češka - Чeшкa (sârbă), Česko (cehă, slovacă), Češ'sko - Чєшьско (slavă veche), Çexiya (azeră), Chequia (portugheză, spaniolă), Csehország (maghiară), Czechia (engleză), Czechy (polonă), Kekkia (faeroeză), Seicia (irlandeză), Tchéquie (franceză), Tékkland (islandeză), Tjeckien (suedeză), Tjekkiet (daneză), Tschechia (romanșă), Tschechei (luxemburgheză, variantă în germană), Tschechien (germană), Tsechía - Τσεχία (greacă), Tšehhi (estonă), Tšekki (finlandeză), Tshecia (galeză), Tsjechië (olandeză), Tsjekkia (norvegiană), Txekia (bască), Tzechia (latină) | Cehia                                 |
| Champagne              | Champanhe (portugheză), Champaña (spaniolă), Kampáni - Καμπάνη (greacă), Šampaņa (letonă), Šampanė (lituaniană), Šampanija (slovenă), Sciampagna (italiană veche), Szampania (polonă), Tchampagne (valonă), Xampanya (catalană) | Franța                                |
| Cornwall               | Kernow (cornueliană), Cernyw (galeză), Corn na Breataine (irlandeză), Cornouailles (franceză), Cornovaglia (italiană), Cornualha (portugheză), Cornualla (catalană), Cornualles (variantă în catalană, spaniolă), Kernev-Veur (bretonă), Kornouálli - Κορνουάλλη (greacă), Kornvalo (esperanto), Kornvol (sârbă), Kornvola (letonă), Kornwalia (polonă), Kornwall (variantă în germană) | Marea Britanie                        |
| Corsica                | An Chorsaic (irlandeză), Corse (franceză), Còrsega (catalană), Córsega (portugheză), Córcega (spaniolă), Korsika - Корсика (bulgară), Korsika (bretonă, cehă, estonă, faeroeză, finlandeză, germană, letonă, lituaniană, malteză, suedeză, turcă, variantă în daneză), Korsikí - Κορσική (greacă), Korsyka (polonă), Korzika (croată, maghiară, sârbă, slovenă) | Franța                                |
| Creta                  | Candia (italiană veche), An Chréit (irlandeză), Crete (engleză), Crète (franceză), Girit (turcă), Kandia (turcă veche), Kreeta (estonă, finlandeză), Kréta (cehă, slovacă, maghiară), Kreta (croată, daneză, olandeză, faeroeză, germană, lituaniană, malteză, polonă, slovenă, suedeză), Krēta (letonă), Krit (sârbă), Kríti - Κρήτη (greacă) | Grecia                                |
| Crimeea                | An Chrimé (irlandeză), Crimea (catalană, engleză, italiană), Criméia (portugheză), Crimée (franceză), Crimêye (valonă), Kırım (turcă), Krim (croată, daneză, faeoroeză, finlandeză, germană, maghiară, olandeză, sârbă, slovenă, suedeză), Krima (letonă), Kriméa - Κριμέα (greacă), Krimea (malteză), Krimeo (esperanto), Krimm (estonă), Krym (polonă, cehă), Krym - Крым (rusă), Krym - Крим (ucraineană), Krymas (lituaniană) | Ucraina                               |
| Cumbria                | Cúmbria (catalană, portugheză), Cumbrie (franceză), Cumbrien (variantă în suedeză), Cwmry (cumbrică), Kumbrija (letonă), Kumbrio (esperanto) | Marea Britanie                        |
| Curlanda               | Courland (engleză), Courlande (franceză), Couronia sau Curonia (variante în engleză), Curlandia (italiană), Curlàndia (catalană), Curlândia (portugheză), Koerland (olandeză), Kuramaa (estonă), Kurland (daneză, faeroeză, germană, maghiară, suedeză, variantă în engleză), Kúrland (islandeză), Kurlandia (polonă), Kurzeme (letonă), Kuurinmaa (finlandeză), Kuršas (lituaniană) | Letonia                               |

## D
| Numele în limba română | Numele în alte limbi/dialecte europene sau foste denumiri | Statul din care face parte în prezent |
| ---------------------- | --- | ------------------------------------- |
| Dalmația               | Dalmaatsia (estonă), Dalmacia (spaniolă), Dalmàcia (catalană), Dalmácia (maghiară, portugheză, slovacă), Dalmácie (cehă), Dalmacija (croată, slovenă), Dalmācija (letonă), Dalmacija - Далмација (sârbă), Dalmacja (polonă), Dalmaçya (turcă), An Dalmáit (irlandeză), Dalmatia (engleză, finlandeză, latină), Dalmatie (franceză), Dalmatië (olandeză), Dalmátország (variantă în maghiară), Dalmatien (daneză, germană, suedeză), Dalmazia (italiană), Dalmazja (malteză), Dhalmatía - Δαλματία (greacă) | Croația                               |
| Dauphiné               | Daufinat (occitană), Delfinat (catalană), Dauphiné sau Delfinado (portugheză), Delfinado (spaniolă), Delfinat (malteză, polonă), Delfinato (italiană), Dhelfináton - Δελφινατον (greacă) | Franța                                |
| Dobrogea               | Dhovroutsá - Δοβρουτσά (greacă), Dobroedzja (olandeză), Dobroudja (franceză), Dobruca (turcă), Dobrudja (variantă în engleză), Dobrudscha (germană), Dobrudža (croată, cehă, estonă, letonă, slovenă), Dobrudža - Добруџа (sârbă), Dobrudża (polonă), Dobrudža - Добруджа (bulgară), Dobrudzsa (maghiară), Dobrugia (italiană), Dobruja (catalană, engleză, portugheză) | Bulgaria, România                     |

## E
| Numele în limba română | Numele în alte limbi/dialecte europene sau foste denumiri | Statul din care face parte în prezent |
| ---------------------- | --- | ------------------------------------- |
| Emilia-Romagna         | Aemilia și Romania (latină), Emilia-Romaña (spaniolă), Emília-Romanha (portugheză), Emilía-Románia - Εμιλια-Ρωμανια (greacă), Emilia-Romania (polonă), Emília-Romanya (catalană), Émilie-Romagne (franceză), Emīlija-Romaņa (letonă), Emilja-Romanja (malteză)                                        | Italia                                |
| Epir                   | Çamërië / Çamëria (albaneză), Epeiros (finlandeză), Epīra (letonă), Épire (franceză), Epiro (italiană), Épiro (spaniolă, portugheză), Èpir (catalană), Epirosz (maghiarî), Epiru (malteză), Epirus (daneză, engleză, germană, latină, olandeză, suedeză), Ípeiros (estonă), Ípiros - Ήπειρος (greacă) | Grecia                                |
| Eubeea                 | Eğriboz (turcă), Eubea (catalană, italiană, polonă), Eubée (franceză), Eubéia (portugheză), Eubeja (croată), Euböa (germană), Euboea (engleză, latină, olandeză), Euboia (estonă, finlandeză, suedeză), Évia (maghiară), Évvia - Ευβοια (greacă), Negroponte (italiană veche)                         | Grecia                                |

## F
| Numele în limba română | Numele în alte limbi/dialecte europene sau fost denumiri | Statul din care face parte în prezent |
| ---------------------- | --- | ------------------------------------- |
| Faeroe                 | Føroyar (faeroeză), Færeyjar (islandeză), Færøyane sau Færøyene (norvegiană), Færøerne (daneză), Fääri saared (estonă), Färöarna (suedeză), Faeröer (olandeză), Faröe Adaları (turcă), Färöer (germană), Faerské ostrovy (cehă, slovacă), Farēru salas sau Fēru salas (letonă), Farerų salos (lituaniană), Färsaaret (finlandeză), Farska Ostrva (sârbă), Feróes Nisoi - Φερόες Νησοι (greacă), Ferooj (esperanto), Feröer-szigetek (maghiară), Ferski otoki (slovenă), na h-Eileanan Fàrach (gaelică scoțiană), il-Gzejjer Faroe (malteză), Îles Féroé (franceză), Ilhas Faroés sau Ilhas Feroé sau Ilhas Féroes (portugheză), Illes Fèroe (catalană), Islas Feroe (spaniolă), Isole Fær Øer (italiană), Farski otoci (variantă în croată), Ovčji otoci (croată), Na Scigirí (irlandeză), Wyspy Owcze (polonă) | Danemarca                             |
| Finnmark               | Finmarka (letonă), Finnmarken (daneză), Finnmörk (islandeză), Ruija (finlandeză) | Norvegia                              |
| Flandra                | Fiandra sau Fiandre (italiană), Fjandra (malteză), Flamandhía - Φλαμανδία (greacă), Flaman Ovası (turcă), Flámsko (slovacă), Flande (valonă), Flanderi (finlandeză), Flandern (daneză, germană, suedeză), Flanders (engleză), Flandes (catalană, spaniolă), Flandre sau Flandres (franceză), Flandres (portugheză), Flandrez (bretonă), Flandria (estonă, latină, maghiară, polonă), Flandrija (croată, letonă, lituaniană, sârbă), Flandry (cehă), Flandrys (galeză), Flandur sau Flæmingjaland (islandeză), Flóndras (irlandeză), Vlaanderen (olandeză) | Belgia                                |
| Franche-Comté          | Franca Contea (italiană), Franc-Comtat (catalană), Franco-Condado (portugheză), Franco Condado (spaniolă), Freigrafschaft Burgund (germana veche), Burgundia (latina medievală) | Franța                                |
| Franconia              | Fragonía - Φραγκωνία (greacă), Franačka (croată), Francónia (portugheză), Francònia (catalană), Franconie (franceză), Frangimaa (estonă), Franken (daneză, finlandeză), Franken sau Frankenland (germană, norvegiană, olandeză, suedeză), Frankföld (maghiară), Frankonia (polonă), Frankonija (letonă), Frankonja (malteză), Franky (cehă) | Germania                              |
| Friuli                 | Forum Iulii, Foroiulium sau Forum Iulium (latină), Friaul (germană, maghiară), Frioul (franceză), Frioulía - Φριουλία (greacă), Friül (catalană), Friûl (friulană), Friul (spaniolă), Friúlia (portugheză), Furlanija (croată, slovenă), Furlánsko (cehă) | Italia                                |
| Frizia                 | Friesland (engleză, germană, norvegiană, olandeză, suedeză), Friisimaa (estonă), Friisinmaa (finlandeză), Frísaland (faeroeză), Frise (franceză), Frísia (catalană, portugheză), Frisía - Φρισία (greacă), Frisia (italiană, latină, spaniolă), Frisia sau Frislanda (romanșă), Frísko (cehă), Frisland (daneză), Frislandiya - Фрисландия (rusă), Frislando (esperanto), Frízföld (maghiară), Frizija (croată), Frīzlande (letonă), Frizya (turcă), Fryslân (frizonă), Fryzja (polonă) | Olanda                                |
| Fyn                    | Fjón (faeroeză, islandeză), Funen (engleză, olandeză), Fünen (germană), Fionia (italiană, polonă, spaniolă), Fiònia (catalană), Fionie (franceză) | Danemarca                             |

## G
| Numele în limba romînă | Numele în alte limbi/dialecte europene sau foste denumiri | Statul din care face parte în prezent |
| ---------------------- | --- | ------------------------------------- |
| Galicia                | Gallaecia (latină), Galice (franceză), Galícia (catalană), Galicie (cehă), Galicië (olandeză), Galicien (daneză, germană, suedeză), Galicija (sârbă), Galicja sau Galisja (polonă), Galiçya (turcă), Galiza (portugheză), Galizia (italiană), Galizja (malteză), Gal·lècia (catalană veche), Ghallikía - Γαλλικία (greacă) | Spania                                |
| Galiția sau Halici     | Gácsország (variantă în maghiară), Galicia (engleză, latină, maghiară), Galícia (portugheză), Galicië (olandeză), Galicie (franceză), Galicija (croată, slovenă), Galicja (polonă), Galiçya (turcă), Galiitsia (estonă), Galitsia (finlandeză), Galitsiya - Галиция (rusă), Galitzia (spaniolă), Galítzia (catalană), Galizia (italiană), Galizien (daneză, germană, suedeză), Galizja (malteză), Halič (cehă), Halics (variantă în maghiară), Halychyna - Галичина (ucraineană, Puna-Venäjä (finlandeză veche) | Ucraina                               |
| Gasconia               | Gascogne (franceză, daneză, estonă, finlandeză, maghiară, olandeză, suedeză), Gasconha (occitană, portugheză), Gascony (engleză), Gasconya și Gascunya (catalană), Gascuña (spaniolă), Gasgwyn (galeză), Gaskonia (polonă), Gaskonja (sârbă), Gaskonya (turcă), Guascogna (italiană), Gaskoňsko (cehă), Ghaskonía - Γασκονία (greacă), Vasconia (latină) | Franța                                |
| Gästrikland            | Gestricia (latină), Gestricie (franceză), Gestriklanti (finlandeză), Gestrekaland (norvegiană veche) | Suedia                                |
| Gelderland             | Gelderlân (frizonă), Gelre (olandeză veche), Gheldria (italiană), Guelders sau Gueldres (variantă în engleză), Güelda sau Güeldes (catalană), Gueldre (franceză), Güeldres (spaniolă), Guéldria (portugheză) | Olanda                                |
| Gotland                | Gotlanda (catalană), Gotlandas (lituaniană), Gotlandia (latină, polonă), Gotlanti (finlandeză), Ojamaa (estonă) | Suedia                                |
| Graubünden             | Grauwbunderland (olandeză veche), Grigioni (italiană), Grischun (romanșă), Grisões (portugheză), Grisons sau Els Grisons (catalană), Grisons (franceză), Grisones (spaniolă), Grizono (esperanto), Gryzonia (polonă) | Elveția                               |
| Groningen              | Groningue (franceză), Groninga (catalană, italiană, portugheză, spaniolă), Grinslân (frizonă) | Olanda                                |

## H
| Numele în limba română | Numele în alte limbi/dialecte europene sau foste denumiri | Statul din care face parte în prezent |
| ---------------------- | --- | ------------------------------------- |
| Hainaut                | Henegavsko (cehă), Henegouwen (olandeză), Hennegau (germană), Henao (spaniolă veche), Hinnot (valonă) | Belgia                                |
| Halandia               | Vezi Halland |                                       |
| Halici                 | vezi Galiția |                                       |
| Halland sau Halandia   | Chalandhía - Χαλανδία (greacă), Hallandia (latină), Hallanti (finlandeză) | Suedia                                |
| Hälsingland            | Helsingia (latină), Helsingland (franceză), Helsinglanti (finlandeză), Helsingjaland (norvegiană veche) | Suedia                                |
| Härjedalen             | Herdalia (latină), Herdalie (franceză), Herjedalen (daneză, norvegiană), Herjárdalr (norvegiană veche) | Suedia                                |
| Herțegovina            | Erzeghovíni - Ερζεγοβίνη (greacă), Erzegovina (italiană), Heirseagaivéin (irlandeză), Hercegovina (albaneză, bosniacă, catalană, daneză, cehă, croată, lituaniană, maghiară, norvegiană, olandeză, slovacă, slovenă, suedeză), Hercegovina - Герцеговина (bielorusă, rusă), Hercegovina - Херцеговина (bulgară, sârbă), Hercegovino (esperanto), Hercegowina (polonă), Herdzegovine (valonă), Hersegovina (faeroeză), Hersegóvína (islandeză), Hersek (turcă), Hertsegofina (galeză), Hertsegoviina (estonă), Hertsegovina (finlandeză), Herzegovina (bască, engleză, latină, portugheză, spaniolă), Ħerzegovina (malteză), Herzégovine (franceză), Herzegowina (germană) | Bosnia-Herțegovina                    |
| Hessa                  | Assia (italiană), Éssi - Έσση (greacă), Hesensko (cehă), Hesse (engleză), Hessen (croată, daneză, estonă, faeroeză, finlandeză, frizonă, germană, maghiară, norvegiană, olandeză, saxonă, slovenă, suedeză, turcă), Hesse (franceză, portugheză, spaniolă), Hesja (polonă) | Germania                              |
| Holstein               | Holsetaland (islandeză), Holsteen (saxonă), Holsten (daneză), Holštýnsko (cehă), Holsztyn (polonă) | Germania                              |

## I
| Numele în limba română | Numele în alte limbi/dialecte europene sau denumiri diferite | Statul din care face parte în prezent |
| ---------------------- | --- | ------------------------------------- |
| Île-de-France          | Franciae insula (latină), Ilha-de-França (portugheză), Isla de Francia (spaniolă) | Franța                                |
| Ingria                 | Ingeri (estonă), Ingerimaa (variantă în estonă), Ingermanland (daneză, germană, suedeză), Ingermanlandia - Ингерманландия (rusă), Íngria (portugheză), Ingrie (franceză), Inkeri (finlandeză, ingriană) | Rusia                                 |
| Istria                 | Histria (latină), Istra (croată, estonă, sârbă, slovenă), Ístria (catalană, portugheză), Istría - Ιστρία (greacă), Istrië (olandeză), Istrie (franceză, cehă), Istrien (daneză, germană, suedeză), Isztria (maghiară)                                                                                       | Croația, Slovenia                     |
| Iutlanda               | An Iútlainn (irlandeză), Jótland (islandeză), Jutland (engleză, franceză, italiană, olandeză, turcă), Jútland (faeroeză), Jütland (germană, maghiară), Jutlandia (polonă, spaniolă), Jutlândia (portugheză), Jutsko (cehă), Jüütimaa (estonă), Jylland (daneză, norvegiană, suedeză), Jyllanti (finlandeză) | Danemarca                             |

## J
| Numele în limba română | Numele în alte limbi/dialecte europene sau foste denumiri                                                                               | Statul din care face parte în prezent |
| ---------------------- | --- | ------------------------------------- |
| Jämtland               | Iempterland (franceză), Jamtaland (islandeză, norvegiană veche), Jämtlanti (finlandeză), Jemtia (latină), Jemtland (daneză, norvegiană) | Suedia                                |
| Jura                   | Giura (italiană) | Elveția                               |

## K
| Numele în limba română | Numele în alte limbi/dialecte europene sau foste denumiri | Statul din care face parte în prezent |
| ---------------------- | --- | ------------------------------------- |
| Kainuu                 | Kajanaland (suedeză) | Finlanda                              |
| Kola                   | Kolahalvøen (daneză), Kolahalvön (suedeză), Kola yarımadası (turcă), Kol'skij poluostrov - Кольский полуостров (rusă), Koola (estonă), Kuola (finlandeză) | Rusia                                 |
| Kosovo                 | Kosova (turcă), Kosovë sau Kosova (albaneză), Kosovo i Metohija - Косово и Метохија (sârbă), Kosovo sau Kosova (faeroeză), Kosovo sau Kossovo (franceză), Kosovo sau Cosovo (portugheză), Kosowo (polonă), Kossowo-Metochien sau Kosowo-Metochien (germană), Rigómező sau Koszovó (maghiară) | Serbia                                |

## L
| Numele în limba română | Numele în alte limbi/dialecte europene sau foste denumiri | Statul din care face parte în prezent |
| ---------------------- | --- | ------------------------------------- |
| Languedoc              | Langwedocja (polonă), Lengadòc (occitană), Lenguadoc (spaniolă veche), Linguadoca (italiană), Llenguadoc (catalană), Llinguadoc (leoneză) | Franța                                |
| Laponia                | Finnmark (norvegiană), Lapimaa (estonă), An Laplainn (irlandeză), Lapland (daneză, engleză, olandeză), Lapònia (catalană), Lapónia (portugheză), Laponie (franceză), Laponija (sârbă), Laponsko (cehă), Laponya (turcă), Lappföld (maghiară), Lappi (finlandeză), Lappland sau Sámaland (faeroeză), Lappland (germană, suedeză), Lapponia (italiană), Lapponja (malteză), Llaponia (leoneză) | Finlanda                              |
| Latium                 | Vezi Lazio |                                       |
| Lazio sau Latium       | Laci (catalană), Lacij (croată), Lácio (portugheză), Lacio (spaniolă), Lacjum (polonă), Lazio sau Latina (finlandeză), Lazjo (malteză) | Italia                                |
| Leon                   | Leão (portugheză), León (daneză, estonă, finlandeză, franceză, maghiară, spaniolă), Lleó (catalană), Lleón (asturiană), Llión (leoneză) | Spania                                |
| Liguria                | Ligúria (catalană, portugheză), Ligurië (olandeză), Ligurie (franceză), Ligurien (germană, suedeză), Ligurija (croată, slovenă), Ligurja (malteză), Ligursko (cehă), Liguuria (estonă), Lliguria (leoneză) | Italia                                |
| Limburg                | Limbourg (franceză), Limburch (frizonă), Limburgia (polonă), Limburgo (italiană, portugheză,spaniolă) | Belgia, Olanda                        |
| Limousin               | Lemosin (occitană), Lemosín (spaniolă), Limosino (italiană), Llemosí (catalană) | Franța                                |
| Livonia                | Inflantia (variantă în engleză și polonă), Inflanty (polonă), Liivimaa (estonă), Liivinmaa (finlandeză), Liflândiâ - Лифляндия (rusă), Lijfland (olandeză), Livland (daneză, germană, suedeză), Livònia (catalană), Livónia (maghiară), Livônia (portugheză), Livonie (franceză), Livonija (letonă), Livonja (malteză), Livonsko (cehă), Liwonia (polonă veche), Llivoña (leoneză)           | Letonia                               |
| Lombardia              | Langbarðaland (islandeză), Langobardia (latină), Llombardia (catalană), An Lombaird (irlandeză), Lombardei (germană), Lombardía (spaniolă), Lombardie (franceză, cehă), Lombardiet (daneză, suedeză), Lombardija (croată, malteză, sârbă, slovenă), Lombardije (olandeză), Lombardiya (turcă), Lombardy (engleză)                                                                            | Italia                                |
| Lorena sau Lotaringia  | Llorena (leoneză), An Lorráin (irlandeză), Lorraine (daneză, estonă, finlandeză, franceză, suedeză), Lotaringiya - Лотарингия (bulgară), Lotaryngia (polonă), Lotharingen (olandeză), Lotharingia (maghiară), Lothringen (germană, variantă în finlandeză, daneză și suedeză), Lotring (variantă în estonă), Lotrinsko (cehă)                                                                | Franța                                |
| Lotaringia             | Vezi Lorena |                                       |

## M
| Numele în limba română | Numele în alte limbi/dialecte europene sau foste denumiri | Statul din care face parte în prezent |
| ---------------------- | --- | ------------------------------------- |
| Macedonia              | Macédoine (franceză), Macedònia (catalană), Macedónia (maghiară, portugheză), Macedonië (olandeză), Macedonja (malteză), Macedónsko (slovacă), Makedonia (finlandeză), Makedonía - Μακεδονία (greacă), Makedónia (faeroeză, maghiară), Makedonie (cehă), Makedonien (daneză, germană, suedeză), Maķedonija (letonă), Makedonija (lituaniană, macedoneană, sârbă, slovenă), Makedonya (turcă), Makedoonia (estonă), Mazedonien (germană) | Macedonia                             |
| Maramureș              | Máramaros (maghiară), Maramures (estonă), Marmatie (franceză) | România                               |
| Marche                 | Las Marcas (spaniolă), Marches (franceză), Marken (germană, variantă în olandeză) | Italia                                |
| Mazovia                | Masoovia (estonă), Masovia (finlandeză, italiană), Masovia sau Mazovia (engleză, latină), Masovien (suedeză), Masowien (germană), Mazóvia (maghiară), Mazovie (franceză), Mazovija (lituaniană), Mazovijsko (slovenă), Mazovjecko (croată), Mazovsko (cehă, slovacă), Mazowsze (polonă) | Polonia                               |
| Mazuria                | Masuren sau Masurenland (germană), Masuria (engleză, finlandeză, italiană, latină), Masurien (suedeză), Masuuria (estonă), Mazurië (olandeză), Mazurie (franceză), Mozūrija (lituaniană), Mazury (polonă) | Polonia                               |
| Mecklenburg            | Mecklembourg (franceză), Mecklemburgo (portugheză, spaniolă), Mecklenbursko (slovacă), Meclenburgo (italiană), Mekelborg (saxonă), Meklemburgia (polonă), Meklenburch (frizonă), Meklenburgo (esperanto), Meklenbursko (cehă) | Germania                              |
| Medelpad               | Medelpadia (latină) | Suedia                                |
| Metohia                | Métochie (franceză), Metochien (germană), Metohija (engleză, estonă), Metohija - Метохија (sârbă), Rrafsh i Dukagjinit (albaneză) | Serbia                                |
| Moldova                | Boğdan (turcă veche), Moldaavia (variantă în estonă), Moldau (germană), Moldavia (bască, engleză, italiană, spaniolă), Moldàvia (catalană), Moldávia (portugheză), Moldavië (olandeză), Moldavie (franceză), Moldavien (daneză, suedeză), Moldavija (croată, lituaniană, sârbă, slovenă), Moldavja (malteză), Moldavsko (cehă, slovacă), Moldavya (turcă), Mołdawia (polonă), Moldhavía - Μολδαβία (greacă), Moldva (maghiară)          | Moldova, România                      |
| Montferrat             | Monferrato (italiană, polonă, spaniolă), Monfrà (piemonteză) | Italia                                |
| Moravia                | Määri (finlandeză), Määrimaa (variantă în estonă), Mæhren (daneză), Mähren (germană, norvegiană, suedeză, variantă în daneză), Moraavia (variantă în estonă), Morava (cehă, estonă), Morávia (portugheză), Moravië (olandeză), Moravie (franceză), Moravija - Моравия (rusă), Moravja (malteză), Morawy (polonă), Morvaország (maghiară), Moravska (croată, slovenă)                                                                    | Cehia                                 |

## N
| Numele în limba română | Numele în alte limbi/dialecte europene sau foste denumiri | Statul din care face parte în prezent |
| ---------------------- | --- | ------------------------------------- |
| Navarra                | Nabarra (versiune în bască), Nafarroa (bască), Navara (macedoneană), Navarre (engleză, franceză), Nawarra (polonă)                                                                                                 | Spania                                |
| Närke                  | Nericia (latină), Néricie (franceză), Nerike (suedeză veche) | Suedia                                |
| Nidwald                | Nidvaldo (italiană), Nidwalden (daneză, engleză, estonă, germană, suedeză) | Elveția                               |
| Normandia              | Normandí (islandeză), Normandía (spaniolă), Normandië (olandeză), Normandie (cehă, franceză, germană), Normandiet (daneză, suedeză), Normandija (croată, malteză, slovenă), Normandiya (turcă), Normandy (engleză) | Franța                                |
| Northumbria            | Norðan-Hymbria (anglo-saxonă), Norðymbraland (islandeză), Northumbrie (franceză), Northumbrien (germană), Nortumbair (irlandeză), Nortumbria (italiană, polonă), Nortúmbria (portugheză)                           | Marea Britanie                        |

## O
| Numele în limba română | Numele în alte limbi/dialecte europene sau foste denumiri | Statul din care face parte în prezent |
| ---------------------- | --- | ------------------------------------- |
| Obwald                 | Obvaldo (italiană), Obwalden (olandeză, estonă, germană, suedeză) | Elveția                               |
| Öland                  | Elandas (lituaniană), Oelande (franceză), Oelandia (latină), Øland (daneză), Olandia (polonă), Öölanti (finlandeză) | Suedia                                |
| Olanda                 | Batavia (variantă în latină), Holland (daneză, engleză, estonă, faeroeză, germană, islandeză, olandeză, suedeză), Holanda (albaneză, catalană, portugheză, spaniolă), Holandia (polonă), Holandija (sârbă, slovenă), Holandsko (cehă, slovacă), Hollân (frizonă), Hollanda (turcă), Hollande (franceză), Hollandia (latină, maghiară), Hollanti (finlandeză), an Òlaind (gaelică scoțiană), Olandija (lituaniană), an Ollainn (irlandeză), Ollanda (romanșă), Ollandhía - Ολλανδία (greacă) | Olanda                                |
| Orava                  | Arva (latină), Árva (maghiară), Arwa (germană), Orawa (polonă) | Polonia, Slovacia                     |
| Östergötland           | Gothie orientale (franceză), Ostrogothia sau Gothia Orientalis (latină), Itä-Götanmaa (finlandeză) | Suedia                                |
| Ostrobotnia            | Bothnia Orientalis sau Ostrobothnia (latină), Botnie-Orientale (franceză), Österbotten (suedeză), Ostrobothnia (engleză), Pohjanmaa (estonă, finlandeză) | Finlanda                              |
| Overijssel             | Oaveriesel (variantă în olandeză, variantă în saxonă]), Oerisel (frizonă) | Olanda                                |

## P
| Numele în limba română                        | Numele în alte limbi/dialecte europene sau foste denumiri | Statul din care face parte în prezent |
| --------------------------------------------- | --- | ------------------------------------- |
| Palatinat                                     | Falcko sau Falc (cehă), Palatinado (portugheză, spaniolă), Palatinate (engleză), Palatinato (italiană), Palatynat (polonă), Palts (olandeză, frizonă), Palz (saxonă), Pfalz (croată, daneză, estonă, germană, maghiară, norvegiană, slovenă, suedeză) | Germania                              |
| Peloponez                                     | Mora (turcă), More (albaneză), Morea (engleză veche, italiană veche), Moréas - Μωρέας / Moriás - Μωριάς (variante în greacă), Morée (franceză veche), Peloponeso (portugheză), Peloponeso sau Morea (spaniolă), Peloponès (catalană), Peloponnes (daneză, germană), Peloponnese (engleză), Péloponnèse (franceză), Peloponneso (italiană), Peloponnesos (estonă, finlandeză, olandeză, suedeză), Peloponnesus (latină), Peloponnészosz (maghiară), Peloponneżu (malteză), Pelopónnisos - Πελοπόννησος (greacă)                                            | Grecia                                |
| Picardia                                      | An Phiocaird (irlandeză), Picårdeye (valonă), Picardía (spaniolă), Picardiet (daneză), Picardië (olandeză), Picardie (estonă, franceză, suedeză, variantă în engleză și germană), Picardy (engleză), Piccardia (italiană), Pikardia (variantă în estonă, polonă), Pikardie (cehă, germană), Pikardien (variantă în suedeză), Pikardija (croată) | Franța                                |
| Piemont                                       | Pedemontium (latină), Piamonte (spaniolă), Piedmont (engleză), Piëmont (olandeză), Piémont (franceză), Piemonte (daneză, estonă, finlandeză, italiană, portugheză, suedeză), Píodmant (irlandeză), Pijemont (croată), Pjemonte (malteză) | Italia                                |
| Podlasia                                      | Padlyašša - Падляшша (bielorusă), Podlaasia (estonă), Podlachia (italiană, latină), Podlachie sau Podlaquie (franceză), Podlachien (germană), Podlasie (maghiară, polonă), Podlasien (daneză, suedeză), Podlaskie (engleză), Podlasko sau Podlasze (polonă veche) | Belarus, Polonia                      |
| Podolia                                       | Podillya - Поділля (ucraineană), Podole (polonă), Podólia (maghiară), Podolië (olandeză), Podolie (franceză), Podolien (daneză, germană, suedeză), Podolya (turcă), Podoolia (estonă) | Ucraina                               |
| Poitou                                        | Pictaviensis (latină), Poetou (poitevină), Puatu (lituaniană), Puatú - Пуату́ (rusă) | Franța                                |
| Polonia Mare                                  | Grande Polonia sau Posnania (italiană), Grande-Pologne (franceză), Grande Polônia (portugheză), Gran-Polònia (catalană), Greater Poland (engleză), Groot-Polen (olandeză), Großpolen (germană), Megháli Polonía - Μεγάλη Πολωνία (greacă), Nagy-Lengyelország (maghiară), Polonia Maior (latină), Storpolen (daneză, suedeză), Wielkopolska (polonă), Velkopolsko (cehă), Suur-Poola (estonă), Suur-Puola (finlandeză) | Polonia                               |
| Polonia Mică                                  | Kis-Lengyelország (maghiară), Kleinpolen (germană), Klein-Polen (olandeză), Lillepolen (daneză), Lesser Poland sau Little Poland (engleză), Małopolska (polonă), Malopolsko (cehă), Pequena Polônia (portugheză), Petite-Pologne (franceză), Piccola Polonia (italiană), Polonia Minor (latină), Vähä-Puola (finlandeză), Väike-Poola (estonă) | Polonia                               |
| Pomerania                                     | An Phoimearáin (irlandeză), Pomerania sau Pomorania (latină), Pomerània (catalană), Pomeránia (maghiară), Pomerânia (portugheză), Poméranie (franceză), Pomeransko (croată), Pomeranya (turcă), Pomerio (esperanto), Pommeren (olandeză, frizonă), Pommeri (finlandeză), Pommern (daneză, germană, saxonă, islandeză, suedeză), Pommeri (estonă), Pomoransko (slovacă), Pomořansko sau Pomořany (cehă), Pomorjansko (slovenă), Pomorze (polonă), Pòmòrze (pomeraniană)                                                                                    | Germania, Polonia                     |
| Pomerania Anterioară                          | Vezi Pomerania Inferioară |                                       |
| Pomerania Inferioară sau Pomerania Anterioară | Antaŭpomerio (esperanto), Elő-Pomeránia (maghiară), Etu-Pommeri (finlandeză), Foarpommeren (frizonă), Hither Pomerania (variantă în English), Poméranie antérieure sau Poméranie-Occidentale (franceză), Pomerania Anterior (spaniolă), Pomerania Anteriore (italiană), Pomorjansko (slovenă), Pomorze Przednie (polonă), Predpomoransko (slovacă), Přední Pomořansko (cehă), Voorpommeren sau Voor-Pommeren (olandeză), Voorpommern (olandeză), Vorpommern (croată, daneză, engleză, estonă, germană, norvegiană, suedeză), Vörpommern (saxonă)          | Germania, Polonia                     |
| Pomerania Occidentală                         | Bagpommern (variantă în daneză), Lääne-Pommeri (estonă), Länsi-Pommeri (finlandeză), Nyugat-Pomeránia (maghiară), Okcidenta Pomerio (esperanto), Pomerania Occidental (spaniolă), Pomerânia Ocidental (portugheză), Pomerania Occidentale (italiană), Pomerania Occidentalis (latină), Poméranie occidentale (franceză), Pomorze Zachodnie (polonă), Vestpommern (daneză), Vorpommern (germană, suedeză), West-Pommeren (olandeză), Western Pomerania (engleză), Zahodnopomorjansko (slovenă), Zapadnopomeransko (croată), Západopomoransko (slovacă)     | Germania, Polonia                     |
| Provence                                      | Probenza (aragoneză), Prouvènço (provensală), Provansa (croată, sârbă, slovenă), Provença (catalană, occitană, portugheză), Provensálsko (cehă), Provenza (italiană, malteză, spaniolă, asturiană), Province (valonă), Provincia (latină), Prowansja (polonă), Pruvenza (siciliană) | Franța                                |
| Prusia                                        | Borussia sau Prussia (latină), An Phrúis (irlandeză), Poroszország (maghiară), Prajzsko (silezia), Preisi (variantă estonă), Preisimaa (estonă), Preußen (germană), Preussen (daneză, suedeză), Preussi (finlandeză), Prøjsen (daneză veche), Pruisen (olandeză), Prūsija (lituaniană), Prusija (croată, sârbă, slovenă), Prusko (cehă), Prusse (franceză), Prûsse (valonă), Prussia (engleză, italiană), Prússia (catalană, portugheză), Prussland (faeroeză), Prússland (islandeză), Prussja (malteză), Prusy (polonă), Prusya (turcă), Prwsia (galeză) | Germania, Polonia                     |

## R
| Numele în limba română | Numele în alte limbi/dialecte europene sau foste denumiri | Statul din care face parte în prezent |
| ---------------------- | --- | ------------------------------------- |
| Renania                | Dúiche na Réine (irlandeză), Nadrenia (polonă), Porenje (slovenă), Porýní (cehă), Porýnie (slovacă), Rajna-vidék (maghiară), Reinimaa (estonă), Renaneye (valonă), Renània (catalană), Renânia (portugheză), y Rheindir (galeză), Rheinland (croată, daneză, variantă în estonă, finlandeza, germană, saxonă, norvegiană), Rhénanie (franceză), Rhenlandet (suedeză), Rhineland (engleză), Rhinlandet (variantă în daneză), Rijnland (olandeză), Rínarlönd (islandeză), Rynlân (frizonă) | Germania                              |
| Rodos                  | Rhodes (engleză, franceză), Rhodos (cehă, daneză, estonă, germană, olandeză, slovacă, suedeză), Rhodus (latină), Rod (croată), Rodas (galiciană, spaniolă), Rodes (portugheză), Rodi (italiană, malteză), Ródhos (greacă), Ródosz (maghiară) | Grecia                                |
| Romagna                | Romagne (franceză), Romaña (spaniolă), Romanha (portugheză), Romanya (catalană, turcă), Romania (polonă, latină), Romanja (malteză) | Italia                                |
| Roussillon             | Rosellón (spaniolă), Rosselló (catalană), Rossiglione (italiană), Rossilhão (portugheză) | Franța                                |
| Rumelia                | Roemelië (olandeză), Roumélie (franceză), Roúmeli - Ρούμελη sau Romylía - Ρωμυλία (greacă), Rumeli (turcă), Rumelija (bosniacă, croată, slovenă), Rumelija - Румелија (sârbă, macedoneană), Rumeliya - Румелия (bulgară), Rumélia (maghiară, portugheză), Rumelien (daneză, germană, suedeză) | Bulgaria                              |
| Rutenia                | An Rúitéin (irlandeză), Rus (cehă, slovacă, suedeză), Rus - Русь (rusă, ucraineană), Ruś (polonă), Ruteenia (variantă în estonă), Ruténia (maghiară, portugheză), Rutenija (croată), Rutenya (turcă), Ruthenia (engleză, latină), Ruthénie (franceză), Ruthenien (daneză, germană, suedeză), Vene (estonă) | Ucraina                               |

## S
| Numele în limba română                | Numele în alte limbi/dialecte europene sau foste denumiri | Statul din care face parte în prezent |
| ------------------------------------- | --- | ------------------------------------- |
| Saar sau Saarland                     | Posarje (slovenă), Saara (polonă), Saarimaa (estonă), Saarlân (frizonă), Saar-vidék (maghiară), Sar (sârbă), Sarre (franceză, portugheză, spaniolă), Sársko (cehă) | Germania                              |
| Saaremaa                              | Øsel (daneză), Ösel (germană, suedeză), Ozylia (polonă veche), Saare (variantă în estonă), Saarenmaa (finlandeză), Sāmsala (letonă), Sarema (lituaniană, polonă) | Estonia                               |
| Saarland                              | Vezi Saar |                                       |
| Samland                               | Sambia (finlandeză, latină, polonă), Sambie (franceză), Sambija (estoniană), Semlyand (rusă) | Rusia                                 |
| Samogiția                             | Samogitia (engleză, latină), Samogitië (olandeză), Samogitie (franceză), Samogitien (daneză, germană, suedeză), Samogizia (italiană), Schamaiten (germană), Žemaitija (estonă, finlandeză, lituaniană), Żmudź (polonă) | Lituania                              |
| Samos                                 | Sámos (estonă), Sisam (turcă) | Grecia                                |
| Sangeac                               | Sancak (turcă), Sandjak (daneză, franceză, olandeză), Sandschak (germană), Sandżak (polonă), Sandžak - Санџак (engleză, sârbă), Sangiaccato (italiană); Sandschak von Novi Pazar (germană veche), Sangiaccato di Novipazar (italiană veche), Szandzsák (maghiară) | Muntenegru, Serbia                    |
| Sardinia                              | Cerdeña (spaniolă), Sandalyon sau Sardo (greacă veche), Sardaigne (franceză), Sardegna (italiană), Sardenha (portugheză), Sardenja (malteză), Sardenya (catalană), Sardigna sau Sardinna sau Sardinnia (sardă), Sardiinia (estonă), Sardínia (slovacă), Sardínie (cehă), Sardinië (germană), Sardinien (daneză, germană, suedeză), Sardinija (croată, sârbă), Sardinya (turcă), Sardynia (polonă), Szardínia (maghiară), An tSairdín (irlandeză) | Italia                                |
| Satakunta                             | Satakunda (suedeză), Finlandia Septentrionalis (latină) | Finlanda                              |
| Savoia                                | Sabaudia (polonă), Sabaudia sau Sapaudia (latină), Sabóia (portugheză), Saboya (spaniolă), Savoia sau Savoja (italiană, malteză), Savoie (franceză, olandeză), Savoiji (finlandeză), Savoj (sârbă), Savoja (croată), Savojen (suedeză), Savojsko (cehă, slovacă), Savooien (variantă în olandeză), Savoy (engleză), Szavoja (maghiară), Savoyen (daneză, germană) | Franța                                |
| Savonia                               | Savo (estonă, finlandeză), Savolax (suedeză), Savolaks (daneză), Savônia (portugheză), Savonie (franceză) | Finlanda                              |
| Saxonia                               | Sachsen (daneză, variantă în estonă, germană, norvegiană, suedeză), Sacse (valonă), Sajonia (spaniolă), Saksen (frizonă, olandeză, variantă în daneză și norvegiană), Saksi (variantă în estonă, finlandeză), Saksimaa (estonă), Saksonia (polonă), Saksonija (bosniacă, lituaniană, sârbă), Saksonya (turcă), Saska (croată), Saška (slovenă), Sasko (cehă, slovacă), Sassen (saxonă), Sassonia (italiană), Sassonja (malteză), Saxe (franceză), Saxe sau Saxónia (portugheză), Saxland (islandeză), Saxònia (catalană), Saxony (engleză), Szászország (maghiară), An tSacsain sau An Allshacsain (irlandeză) | Germania                              |
| Saxonia de Jos                        | Vezi Saxonia Inferioară |                                       |
| Saxonia Inferioară sau Saxonia de Jos | Ala-Saksi (finlandeză) Alam-Saksi (estonă), Alsó-Szászország (maghiară), Așağı Saksonya (turcă), Baja Sajonia (spaniolă), Bassa Sassonia (italiană), Baixa Saxònia (catalană), Baixa Saxónia (poărtugheză), Baixo Saxe (variantă în portugheză), Basse-Saxe (franceză), Dolna Saksonia (polonă), Dolní Sasko (cehă), Donja Saksonija (bosniacă, sârbă), Donja Saska (croată), Lower Saxony (engleză), Neddersassen (saxonă), Nedersaksen (frizonă, olandeză), Niedersachsen (daneză, germană, norvegiană, suedeză), Sassonja ta' Isfel (malteză), Spodnja Saška (slovenă) Neðra-Saxland (islandeză) | Germania                              |
| Scania                                | Escania (spaniolă), Scanie (franceză), Schonen (germană), Skåne (cehă, daneză, estonă, norvegiană, slovacă, suedeză), Skáni (faeroeză), Skania (polonă), Skanio (esperanto), Skánn (islandeză), Skoone (finlandeză) | Suedia                                |
| Schleswig                             | Šlesvicko (cehă), Sleeswijk (olandeză), Sleeswyk (frizonă), Slesvig (daneză, variantă în suedeză), Slesvik (variantă în norvegiană), Slésvík (islandeză) Šlezvig (sârbă), Szlezwik (polonă) | Germania                              |
| Schwyz                                | Schwytz (finlandeză, franceză), Svitto (italiană), Sviz (romanșă) | Elveția                               |
| Scoția                                | Alba (gaelică scoțiană), Albain (irlandeză), Alban (cornuelă), Albania (variantă în latină), Bro-Skos (bretonă), Caledonia (variantă în latină), Écosse (franceză), Êcosse (normandă), Escocia (aragoneză, asturiană, galiciană, spaniolă), Escócia (dialectul din Extremadura, portugheză), Escòcia (catalană, occitană), Escôsse (valonă), Eskozia (bască), İskoçya (turcă), Nalbin (dialectul din insula Man), Schotlaand (olandeză, saxonă), Schotland (olandeză), Schottland (alemanică, austro-bavareză, germană, germană de jos, luxemburgheză), Scossia (ligurică), Scòssia (piemonteză), Scotia (latină), Scotland (anglo-saxon, engleză, scoțiană), Scotlandia (aromână), Scozia (italiană, lombardp, romanșă, venetă), Scozzia (siciliană), Shatlandyya - Шатландыя (bielorusă), Shatlyandyya - Шатляндыя (variantă în bielorusă), Shkotska - Шкотска (macedoneană, sârbă), Shotlandi - Шотланди (osetină), Shotlandiya - Шотландия (bulgară, rusă), Shotlandiya - Шотландія (ucraineană), Sjotland (limburgheză), Skocia (albaneză), Skócia (maghiară), Skotía - Σκωτία (greacă), Skotija (letonă), Škotija (lituaniană), Skotlân (frizonă), Skotland (daneză, faeroeză, islandeză), Skotlando (esperanto), Skotlanti (finlandeză), Škotska (bosniacă, croată, sârbo-croată, slovenă), Skotsko (cehă), Škótsko (slovacă), Skottland (norvegiană, suedeză), Šotimaa (estonă), Șotlandiya (azeră), Szkocja (polonă), Szkocyjo (sileziană), Yr Alban (galeză) | Marea Britanie                        |
| Selonia                               | Felföld (maghiară), Selija (estonă, letonă), Sélonie (franceză) | Letonia                               |
| Semigalia                             | Semgallen (daneză, germană, suedeză), Sémigalle (franceză), Semigallia (italiană, variantă în engleză și finlandeză), Zemgale (estonă, letonă), Zemgallia (finlandeză), Žiemgala (lituaniană) | Letonia, Lituania                     |
| Sicilia                               | Sicile (franceză), Sicília (catalană, portugheză), Sicílie (cehă), Sicilië (olandeză), Sicilien (daneză, suedeză), Sicilija (croată, sârbă), Sicily (engleză), Sicilya (turcă), Sikiley (islandeză), Sisilia (finlandeză), Sitsiilia (estonă), Sizilien (germană), Sqallija (malteză), Sycylia (polonă), Szicília (maghiară), An tSicil (irlandeză) | Italia                                |
| Silezia                               | Schlesien (daneză, germană, norvegiană, suedeză), Sileesia (estonă), Silesia (engleză, latină, spaniolă), Silèsia (catalană), Silésia (portugheză), Silésie (franceză), Silezië (olandeză), Silezya (turcă), Śląsk (polonă), Sleesia (finlandeză), Slesia (faeroeză, italiană), Slesien (variantă în daneză), Šleska (croată), Šlezija (sârbă, slovenă), Slezsko (cehă), Sliezsko (slovacă), Ślonsk sau Ślunsk (sileziană), Szilézia (maghiară), An tSiléis (irlandeză) | Cehia, Germania, Polonia              |
| Sjælland                              | Sæland' (faeroeză), Seeland (olandeză, franceză, germană), Selandia (spaniolă), Sjaelland (bască, turcă), Sjáland (islandeză), Själland (suedeză), Själlanti (finlandeză), Zealand (engleză), Zeland (bosniacă, croată, sârbă), Zelanda (italiană), Zelandia (polonă), Zelândia (portugheză), Zelandija (lituaniană) | Danemarca                             |
| Slavonia                              | Eslavônia (portugheză), Slavonië (olandeză), Slavonie (cehă, franceză), Slavonien (daneză, suedeză, variantă în germană), Slavonija (croată, sârbă), Slavonja (malteză), Slavónsko (slovacă), Slavonya (turcă), Slavoonia (estonă), Slawonia (polonă), Slawonien (germană), Szlavónia (maghiară) | Croația                               |
| Småland                               | Smalandia (latină, polonă), Smálönd (islandeză), Smoolanti (finlandeză) | Suedia                                |
| Södermanland                          | Södermanlanti (finlandeză), Sudermannia (latină), Suðurmannaland (islandeză) | Suedia                                |
| Spiš                                  | Scepusium (latină), Spisz (polonă), Szepes (maghiară), Zips (franceză, germană) | Slovacia                              |
| Srem                                  | Sirmia (italiană, spaniolă), Sírmia (portugheză), Srem sau Syrmia (polonă), Srem - Срем (sârbă), Srem - Срем sau Srim - Срім sau Srym - Срим (Ukrainian), Sriem (slovacă), Srijem (croată), Syrmia (engleză, finlandeză, latină) Syrmie (franceză), Syrmien (germană), Szerém sau Szerémség (maghiară) | Croația, Serbia                       |
| Stiria                                | Estiria (spaniolă), Estíria (catalană, portugheză), Stájerország (maghiară), Štajerska (croată, slovenă), Steiermark (daneză, estonă, finlandeză, germană, olandeză, suedeză), Stiermarken (olandeză), Štirija (lituaniană), Styria (engleză, polonă, variantă în finlandeză), Styrie (franceză), Štýrsko (cehă) | Austria                               |
| Suabia sau Șvabia                     | Schwaben sau Schwabenland (germană, daneză, norvegiană, suedeză), Souabe (franceză), Suábia (portugheză), Suebia (latină), Svaabia (finlandeză), Švaabimaa (estonă), Svábföld (maghiară), Švábsko (cehă, slovacă), Švapska (croată, sârbă), Svevia (italiană), Svevja (malteză), Swabia (engleză), Szwabia (polonă), Zwaben (olandeză) | Germania                              |
| Sudetenland                           | Kraj Sudetów (polonă), pohraniční území (variantă în cehă), pohraničné územie (variantă în slovacă), Région des Sudètes (franceză), Sudeettimaa (finlandeză), Sudetendeutschland sau Sudetengebiet sau Sudetengebiete (variante în germană), Sudeterlandet (daneză), Sudeti (italiană), Sudetia (latină), Sudetio (esperanto), Sudetlandet (suedeză), Sudetskaja oblast' - Судетская область (rusă), Sudetska oblast - Судетска област (bulgară), Sudets'ka oblast - Судетська область (ucraineană), Sudetsko (variantă în cehă), Sudety (cehă, slovacă), Szudétavidék (maghiară) | Cehia                                 |
| Șvabia                                | Vezi Suabia |                                       |
| Svalbard                              | Huippuvuoret sau Spetsbergen (finlandeză), Teravmäed (estonă), Spetsbergen (suedeză), Spitsbergen (engleză, daneză, finlandeză, norvegiană, olandeză), Spitzbergák (maghiară), Spitzbergen (germană), Svalbarð (faeroeză, islandeză), Svalbardo (esperanto), Szpicbergen (polonă) | Norvegia                              |
| Svealand                              | Sveanmaa (finlandeză) | Suedia                                |

## T
| Numele în limba română  | Numele în alte limbi/dialecte europene sau foste denumiri | Statul din care face parte în prezent |
| ----------------------- | --- | ------------------------------------- |
| Țara Bascilor           | Bask (variantă în turcă), Baskenland (germană, olandeză), Baskaralandið (faeroeză), Baskerlandet (daneză), Baskicko (cehă), Baskien (suedeză), Baskija (croată, sârbă, slovenă), Baskimaa (estonă, finlandeză), Baskonia (polonă), Bask Ülkesi (turcă), Basku zeme (letonă), Basque Country (engleză), Baszkföld (maghiară), Euscadi (variantă în catalană), Euskadi sau Euskal Herria (bască), Euskadi (bretonă), Eŭskio (esperanto), Gwlad y Basg (galeză), Kraj Basków (polonă), Paesi Baschi (italiană), País Basc sau Bascònia (catalană, occitană), País Basco (portugheză), País Vasco sau Vascongadas (spaniolă), País Vascu (asturiană), Pajjiżi Baski (malteză), Pays basque (frenceză), An Tìr Basgach (gaelică scoțiană), Tír na mBascach (irlandeză), Vaskonía - Βασκονία (greacă), Vasconia (latină) | Spania                                |
| Țara Bârsei             | Barcaság (maghiară), Burcenlande (letonă), Burzenland (engleză, germană) | România                               |
| Țara Galilor            | An Bhreatain Bheag (irlandeză), Cymru (galeză), Gales (spaniolă), Galler (turcă), Galles (italiană), Kembre (bretonă), País de Gales (portugheză), Pays de Galles (franceză), Wales (engleză) | Marea Britanie                        |
| Țara Năsăudului         | Naszód (maghiară), Nösnerland (engleză, germană) | România                               |
| Țara Românească         | Vezi Valahia |                                       |
| Tavastland              | Häme (estonă, finlandeză), Tavastia (engleză, latină), Tavastie (franceză) | Finlanda                              |
| Tesalia                 | An Teasáil (irlandeză), Tesalija (croată, sârbă), Tesalya (turcă), Tessaalia (estonă), Tessaglia (italiană), Tessália (portugheză), Tessalja (malteză), Tesszália (maghiară), Thessalía - Θεσσαλία (greacă), Thessalië (olandeză), Thessalie (franceză), Thessalien (daneză, germană, suedeză), Thesálie (cehă), Thessalia (finlandeză, latină), Thessaly (engleză) | Grecia                                |
| Ticino                  | Tessin (franceză, germană, maghiară, romanșă, suedeză) | Elveția, Italia                       |
| Ținutul Secuiesc        | Pays des Sicules (franceză), Seklerlandet (suedeză), Székely Country (engleză), Székelyföld (maghiară), Szeklerland (germană) | România                               |
| Tirol                   | An Tioróil (irlandeză), Tiroli (finlandeză), Tirolis (lituaniană), Tirolo (italiană), Tirolska (slovenă), Tirool (estonă), Tyrol (daneză, engleză, franceză, polonă), Tyrolen (suedeză), Tyrolsko (cehă, slovacă), Tyroly (variantă în cehă) | Austria, Italia                       |
| Toscana                 | Toscane (olandeză, franceză), Toscània (catalană veche), Toskana (croată, germană, malteză, sârbă, turcă), Toskania (polonă), Toskánsko (cehă, slovacă), Toszkána (maghiară), An Tuscáin (irlandeză), Tuscany (engleză), Tuscia (latină) | Italia                                |
| Tracia                  | Thrace (engleză, franceză), Thracia (latină), Thracië (olandeză), Thráki - Θράκη (greacă), Thrákie (cehă), Thrakien (daneză, germană, suedeză), Traakia (estonă, finlandeză), Tràcia (catalană), Trácia (portugheză), Trácia sau Trácko (slovacă), Traċja (malteză), Tracja (polonă), An Tráicia (irlandeză),Trákia (maghiară), Þrakía (islandeză), Trakija (croată, sârbă), Trakiya - Тракия (bulgară), Trakya (turcă) | Bulgaria, Grecia, Turcia              |
| Transilvania sau Ardeal | Chiskarpattya - Чискарпаття (ucraineană), Erdel (variantă în turcă), Erdelj (croată veche), Erdély (maghiară), Sedmigradsko - Седмиградско (variantă în bulgară), Sedmogradska (variantă în croată), Sedmograška (variantă în slovenă), Sedmihradsko (cehă), Sedmogradsko - Седмоградско (variantă în bulgară), Sedmohradsko (slovacă), Siebenbürgen (germană), Siedmiogród (polonă), Transilvaania (estonă), Transilvaneye (variantă în valonă), Transilvània (catalană), Transilvânia (portugheză), Transilvanija (croată, slovenă), Transilvanija - Трансилванија (sârbă), Erdelj - Ердељ (sârbă veche), Transilvanija - Трансилвания (variantă în bulgară), Transilvanja (malteză), Transsilvania (latină), Transsilvanien (variantă în daneză și germană), Transsylvanien (daneză, suedeză), Transsylvanië (olandeză), Transylvania (engleză, variantă în latina medievală), Transylvánia (variantă în slovacă), Transylvanie (franceză), Transylvánie (variantă în cehă), Transylwania (variantă în polonă), Transilvanya (turcă), Urdul (variantă în turcă), Zevenburgen (variantă în olandeză), Zivenbork (valonă) | România                               |
| Trentino                | Trentin (ladină, franceză), Welschtirol (germană), Trydent (polonă) | Italia                                |
| Turenia                 | Touraine (daneză, engleză, estonă, finlandeză, franceză, maghiară), Turena (catalană), Turenna (italiană) | Franța                                |
| Turgovia                | Thurgau (daneză, engleză, estonă, germană, maghiară, olandeză, suedeză), Thurgovia (latină), Thurgovie (franceză) | Elveția                               |
| Turingia                | Durynsko (cehă), Thouringhía - Θουριγγία (greacă), Thuringe (franceză), Thüringen (croată, daneză, finlandeză, germană, norvegiană, olandeză, saxonă, suedeză), Thuringia (engleză), Tiringija (sârbă), Turindje (valonă), Túringen (frizonă), Turíngia (catalană, portugheză), Türingia (maghiară), Turingija (slovenă), Turyngia (polonă), Tüüringi (estonă), Þýringaland (islandeză) | Germania                              |

## U
| Numele în limba română | Numele în alte limbi/dialecte europene sau foste denumiri                                                      | Statul din care face parte în prezent |
| ---------------------- | --- | ------------------------------------- |
| Umbria                 | Ombrie (franceză), Úmbria (catalană, portugheză), Umbrien (daneză, germană, suedeză), Umbrija (malteză, sârbă) | Italia                                |
| Uppland                | Uplandia (latină), Upland (variantă în engleză), Uplanti (finlandeză)                                          | Suedia                                |
| Uusimaa                | Newland (variantă în engleză), Nyland (daneză, suedeză), Nylandia (latină, polonă))                            | Finlanda                              |

## V
| Numele în limba română      | Numele în alte limbi/dialecte europene sau foste denumiri | Statul din care face parte în prezent |
| --------------------------- | --- | ------------------------------------- |
| Valahia sau Țara Românească | Eflak (turcă), Havasalföld (maghiară), Valacchia (italiană), Valachie (franceză), Valachija - Валахия (rusă), Valakia (finlandeză), Valakiet (daneză, suedeză), Valakkja (malteză), Valaquia (spaniolă), Valàquia (catalană), Valáquia (portugheză), Valašsko (cehă), Vallahhia (estonă), Vlachía - Βλαχία (greacă), Влашко (macedoneană), Vlaška (croată, sârbă), Vološčyna - Волощина (ucraineană), Walachei (germană), Walachia (variantă în engleză), Walachije (olandeză), Wallachia (engleză), Wołoszczyzna (polonă) | România                               |
| Valais                      | Valezo (esperanto), Vallese (italiană), Wallis (germană, olandeză, variante în daneză și suedeză) | Elveția                               |
| Valonia                     | Vallonia (finlandeză, italiană, norvegiană), Vallonien (daneză, suedeză), Vallonja (malteză), Valloonia (estonă), Valònia (catalană), Valónia (portugheză), Valonija (croată), Valonio (esperanto), Valonsko (cehă), Wallonföld (maghiară), Wallonia (engleză), Wallonië (olandeză), Wallonie (franceză), Wallonien (germană), Walonia (polonă), Walonreye (valonă) | Belgia                                |
| Valtellina                  | Veltlin (germană, maghiară), Veltline (franceză), Vuclina (romanșă) | Italia                                |
| Vendée                      | Vandea (italiană), Vendée (daneză, engleză, estonă, franceză, germană, maghiară, olandeză, suedeză), Vendeo (esperanto), Wandea (polonă) | Franța                                |
| Varmia                      | Ermland (suedeză), Ermland sau Ermeland (franceză, germană), Varmia sau Warmia (latină), Varmie (cehă), Warmia (engleză, polonă) | Polonia                               |
| Värmland                    | Vermaland (islandeză), Vermlanti (finlandeză), Wermelandia (latină) | Suedia                                |
| Västmanland                 | Vestmanlanti (finlandeză), Vestmannaland (islandeză), Westmannia (latină) | Suedia                                |
| Västerbotten                | Bothnia Occidentalis sau Westrobothnia (latină), Botnie-Occidentale (franceză), Länsipohja (finlandeză), West Bothnia (variantă în engleză) | Suedia                                |
| Västergötland               | Gothie occidentale (franceză), Länsi-Götanmaa (finlandeză), Westgeatland (anglo-saxonă), Westrogothia sau Gothia Occidentalis (latină) | Suedia                                |
| Vaud                        | Vad (romanșă), Waadt (germană, olandeză) | Elveția                               |
| Veneto                      | Benátsko (cehă), Benečija (slovenă), Vènet (catalană), Vénétie (franceză), Véneto (spaniolă), Vêneto (portugheză), Venezia Euganea (italiană veche), Venetien (daneză, suedeză), Wenecja sau Wenecja Euganejska (polonă), Venetia (latină) | Italia                                |
| Vestfalia                   | Vezi Westfalia |                                       |
| Voivodina                   | Vajdaság (maghiară), Voïvodine (franceză), Vojvodina (croată, daneză, engleză, estonă, faeroeză, finlandeză, germană, malteză, olandeză, slovacă, suedeză), Vojvodina - Војводина sau Vojvodstvo - Војводство sau Vojvodovina - Војводовина (sârbă), Voyvodina (turcă), Wojwodina (polonă), Woiwodina (germană veche) | Serbia                                |
| Volânia                     | Velyn - Велынь (rusă veche), Volhínia (maghiară), Volhynia (engleză), Volhynie (franceză), Volhynien (daneză), Volinia (italiană), Volõõnia (estonă), Volyn - Волинь (rusă, ucraineană), Volynia (variantă în engleză), Volynie (variantă în franceză), Volynien (suedeză), Wolhynië (olandeză), Wolhynien (germană), Wołyń (polonă), Wolynien (variantă în germană), Volyně (cehă) | Ucraina                               |
| Vosgi                       | Vogesen (germană), Vogeserna (suedeză), Vogeserne (daneză), Vogézek (maghiară), Vogezen (olandeză), Vogezi (croată), Vogézy (cehă), Vosges (engleză, franceză, portugheză), Vosgos (spaniolă, variantă în portugheză), Wasgenwald (germană veche), Wogezy (polonă) | Franța                                |

## W
| Numele în limba română  | Numele în alte limbi/dialecte europene sau foste denumiri | Statul din care face parte în prezent |
| ----------------------- | --- | ------------------------------------- |
| Westfalia sau Vestfalia | Vestfaal (variantă în estonă), Vestfalia (variantă în italiană), Vestfália (portugheză), Vestfalija (croată, lituaniană, sârbă, slovenă), Vestfálsko (cehă), Vesztfália (maghiară), Westfalen (daneză, estonă, frizonă, germană, norvegiană, olandeză, saxonă, suedeză), Westfaleye (valonă), Westfàlia (catalană), Westphalia (engleză), Westphalie (franceză), Zapadna Falačka (croată) | Germania                              |
| Wurttemberg             | Virtemberg - Виртемберг (sârbă), Vurtemberga (variantă în portugheză), Vytemvérghi - Βυτεμβέργη (greacă), Wirtembergia (polonă), Wirtenberg (germană veche), Wuerttemberg (portugheză), Wúrtemberch (frizonă), Wurtemberg (catalană, franceză, spaniolă), Würtembersko (cehă), Württemberg (croată, engleză, estonă, germană, suedeză)                                                    | Germania                              |

## Z
| Numele în limba română | Numele în alte limbi/dialecte europene sau foste denumiri | Statul din care face parte în prezent |
| ---------------------- | --- | ------------------------------------- |
| Zeelanda               | Batavia (latină), Celandia (galiciană), Seelân (frizonă), Seeland (germană), Seelanti (finlandeză), Zeelaand (saxonă), Zeeland (daneză, engleză, estonă, maghiară, olandeză, suedeză, variantă în finlandeză), Zêeland (flamandă occidentală), Zeêland (zeelandeză), Zelanda (catalană, italiană, spaniolă, turcă), Zélande (franceză), Zelandia (polonă), Zelândia (portugheză), Zéland (cehă), Zelando (esperanto), Zieland (limburgheză) | Olanda                                |
| Zug                    | Tsoug (franco-provensală), Tugium (latină), Zoug (franceză), Zugo (esperanto, italiană, venetă) | Elveția                               |